# Erik Bonsdorff
Björn Erik Avenir Bonsdorff, född 26 juni 1954 i Ekenäs, är en finlandssvensk marinbiolog, professor i ämnet vid Åbo Akademi sedan 1999. Han utnämndes till årets professor 2017 av finska Professorsförbundet.